# Кансо (Сеул)
Кансо (кор. 강서구?, 江西區?, новая романизация: Gangseo-gu) — район на южном берегу реки Ханган в западной части Сеула, столицы Республики Корея. Имеет статус самоуправления с 1977 года.

## Название
Название района «Кансогу» переводится так: «кан» (кор. «강») — «река», «со» (кор. «서») — «запад», «гу» (или «ку», кор. «구») — «район». То есть буквально — «район к западу от реки».

## Расположение на карте города
С севера, запада и юго-запада район Кансо граничит с провинцией Кёнгидо, в северо-западной стороне от района находится город Кимпхо. На юге и юго-востоке расположены районы Янчхон и Йондынпхо. С востока, на противоположном берегу Хангана, находится район Мапхо.

## История
1 января 1963 года часть территорий провинции Кёнгидо вошла в состав столичного района Йондынпхо. 1 сентября 1977 года 16 кварталов (тонов) выделились из состава района Йондынпхо и образовали район Кансо. 1 января 1988 года из района Кансо был выделен район Янчхон.

## Общая характеристика
Более 60 % территории района Кансо занимают зелёные зоны — парки и леса.
На территории района расположено: 46 детских садов, 80 школ (69 из них — государственные, 11 — частные), 2 профессиональных колледжа и 2 университета (один государственный, один частный).
Внутренний состав района Кансо постоянно меняется с момента обретения статуса самоуправления — более мелкие административные деления (кварталы) внутри его разделяются на более мелкие, либо объединяются в более крупные. Последнее подобное изменение внутренней административной структуры района было осуществлено 25 августа 2008 года, в результате чего количество кварталов (тонов) уменьшилось с 22 до 20, но площадь территории района Кансо при этом осталась неизменной.

## Достопримечательности
В восточной части района Кансо, граничащей с рекой Ханган, расположен музей, названный в честь корейского врача Хо Джуна (кор. 허준), который в период правления вана Сонджо, годы правления: 1567—1608) династии Чосон систематизировал корейскую традиционную медицину.
В юго-западной части района Кансо, в квартале Конхандон (кор. 공항동), расположен аэропорт Кимпхо, на протяжении 60 лет являвшийся главными «воздушными воротами» Республики Корея, пока в 2001 году его не сменил аэропорт Инчхон. Ранее аэропорт Кимпхо располагался в квартале Квахэдон (кор. 과해동), но 1 декабря 1998 года Квахэдон был присоединён к кварталу Конхандон.

## Населённые пункты-побратимы
Внутри страны:
- уезд Имсиль, провинция Чолла-Пукто (с 28 октября 1999)[4]
- г. Санджу, провинция Кёнсан-Пукто (с 8 апреля 2003)[5]
- уезд Тхэан, провинция Чхунчхон-Намдо (с 5 ноября 2003)[6]
- г. Каннын, провинция Канвондо (с 26 февраля 2004)[7]
- г. Йосу, провинция Чолла-Намдо (с 18 апреля 2005)[8]
- уезд Хаман, провинция Кёнсан-Намдо (с 30 января 2008)[9]

За рубежом:
- г. Пенрит (англ. Penrith), штат Новый Южный Уэльс, Австралия (с 9 декабря 1994)[10]
- г. Чжаоюань (кит.: 招远; пиньинь: Zhāoyuǎn), провинция Шаньдун, Китай (с 4 ноября 1998)[11]

Дружественные города:
- г. Отару (яп. 小樽市, Otaru-shi), префектура Хоккайдо, Япония (с 5 февраля 2009)[12]
- район Чаннин (кит. 长宁区, пиньинь: Chángníng Qū), г. Шанхай, Китай (c 29 августа 2007)[13]